# Migdal ha-Mifras
Migdal ha-Mifras (hebrejsky: מגדל המפרש, doslova Plachtová věž, nazýváno též Bejt ha-Mifras, בית המפרש, Plachtový dům, oficiálně קרית הממשלה המחוזית חיפה - בניין ב, Kirjat ha-Memšala ha-Mechozit Chejfa - Binjan Bet, anglicky: Sail Tower) je mrakodrap v centrální části Haify v Izraeli. Nachází se v městské části ha-Ir ha-Tachtit respektive v její podčásti Kirjat ha-Memšala Rabin, u ulic Sderot ha-Paljam a Derech ha-Acma'ut, nedaleko pobřeží Haifského zálivu u Haifského přístavu.
Je pojmenována podle izraelského vojáka a politika Jicchaka Rabina. Výstavba začala v roce 1999 a budova byla dokončena 28. února 2002. Má 29 pater a výšku 137 metrů (405 stop). Byla krátce nejvyšším mrakodrapem v Haifě do roku 2003 (tento titul přebrala starší věži Migdal Eškol), kdy ji předstihla věž IEC Tower. Při započítání antény zůstává i nadále nejvyšší stavbou ve městě. Bez antén má výšku 113 metrů a hlavní střecha 95 metrů. Je začleněna do nově zřízeného vládního okrsku, který by navržen jako kombinace staré a moderní architektury. Pěší cesta vedoucí k Migdal ha-Mifras je pojata v tradičním orientálním stylu včetně mozaikových dlažeb s vyobrazením dějin Haify.